# Aeroportul Tnte. Gral. Gerardo Pérez Pinedo
Aeroportul Tnte. Gral. Gerardo Pérez Pinedo (IATA: AYX, ICAO: SPAY) este un aeroport din Atalaya⁠(d), Distrito de Raimondi⁠(d), Provincia de Atalaya⁠(d), Departamento de Ucayali⁠(d), Peru ce deservește zona Atalaya⁠(d). Aeroportul a fost tranzitat în 2022 de 17.799 de pasageri.
Situat la o altitudine de 229 m, aeroportul dispune de o singură pistă. Este operat de CORPAC⁠(d).